# Cerkwisko

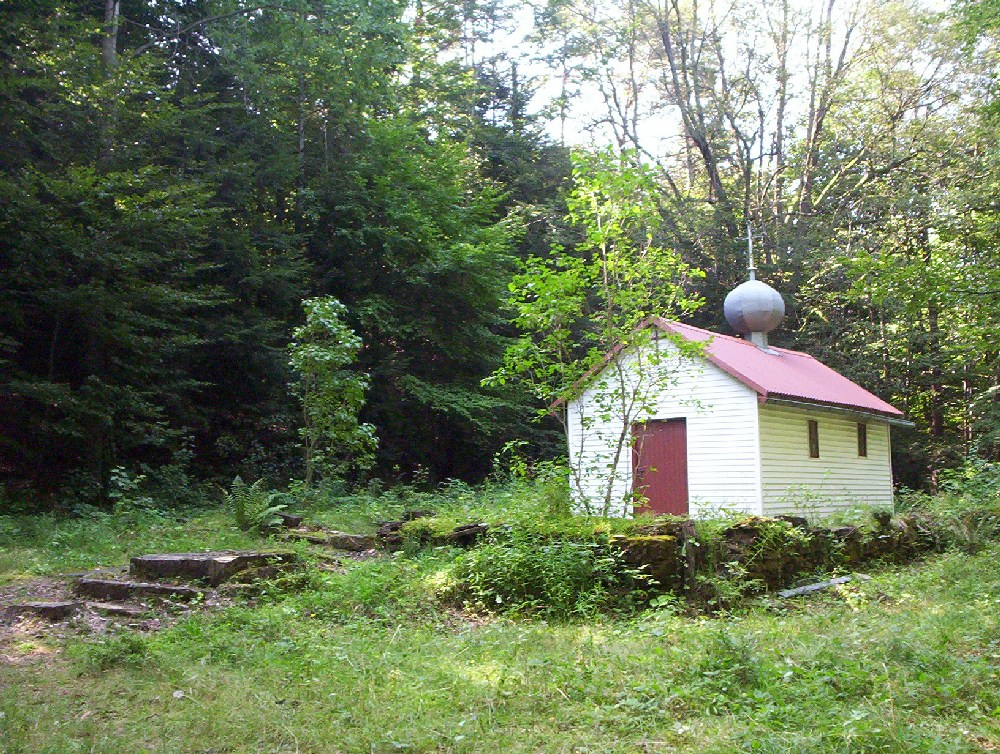
Kaplica zbudowana na cerkwisku w Jaworniku, widoczne resztki podmurówki i schodków dawnej cerkwi

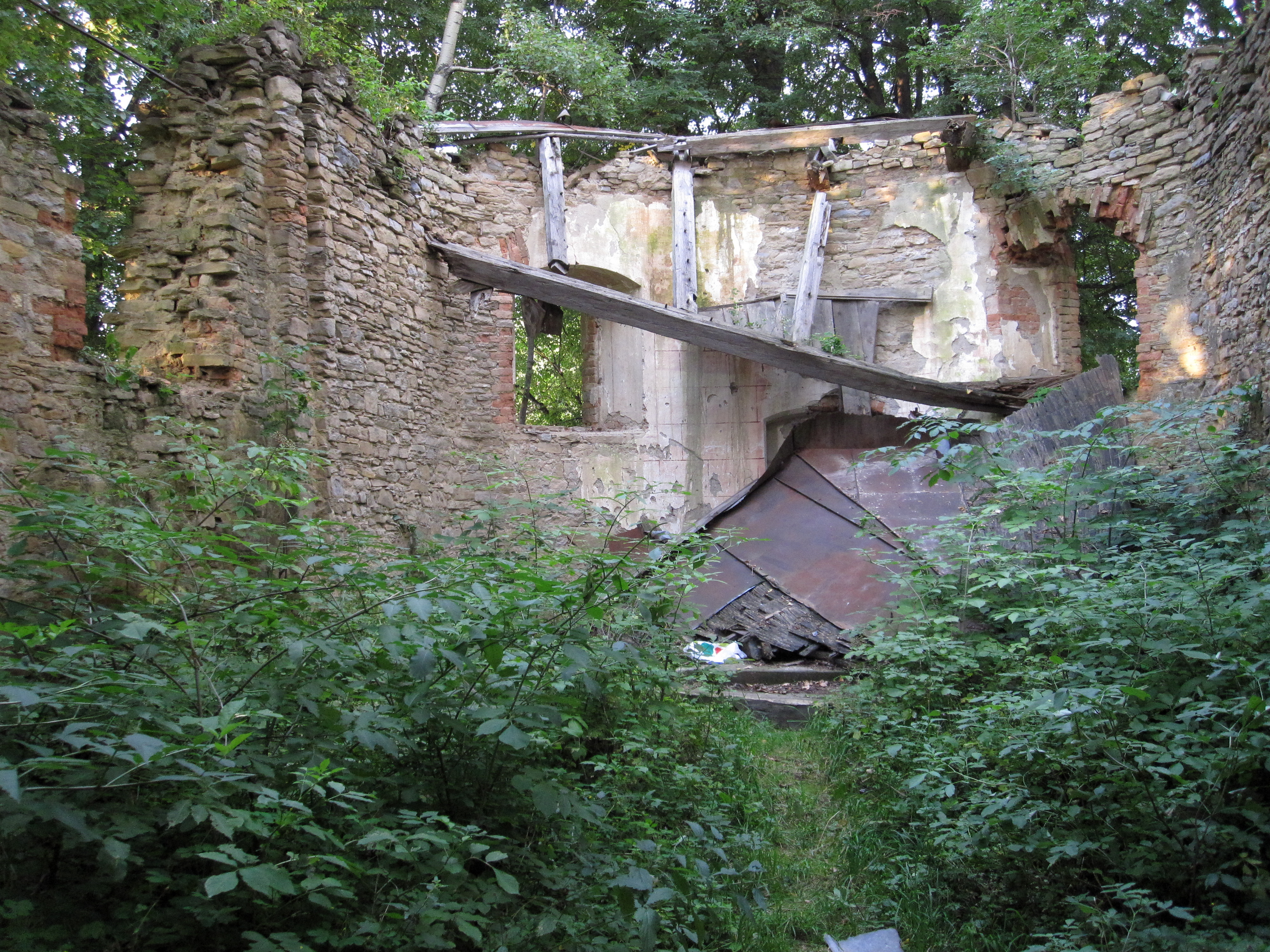
Ruiny cerkwi pw. Św. Apostołów Piotra i Pawła w Nagórzanach (była świątynią filialną greckokatolickiej parafii w Woli Sękowej)

Cerkwisko – miejsce, na którym dawniej stała cerkiew. Na cerkwisku bardzo często znajduje się również cmentarz.

## Archeologia średniowiecza
W trakcie prac wykopaliskowych prowadzonych w obrębie grodziska na górze Fajka w Trepczy w miejscu pierwotnego cerkwiska znaleziono średniowieczne staroruskie enkolpiony, które prezentowane są w Muzeum Historycznym w Sanoku.

## Archeologia nowożytna
W Polsce liczne cerkwiska można znaleźć zwłaszcza w południowo-wschodnim rejonie kraju, skąd po II wojnie światowej wysiedlono w czasie Akcji Wisła Ukraińców, Łemków i Bojków. Zwykle można na nich znaleźć pozostałości po cerkwi, takie jak resztki podmurówki, murku, krypty, nagrobków, różnych elementów architektonicznych (zwłaszcza metalowych: zamków do drzwi, skobli, zawiasów, krzyży). Często rosną na nim stare drzewa, widoczna z daleka grupa okazałych drzew ułatwia zlokalizowanie cerkwiska. Na niektórych cerkwiskach ustawiono pamiątkowe krzyże wotywne np. w Szudziałowie czy Potoce na Białostocczyźnie.

## Galeria

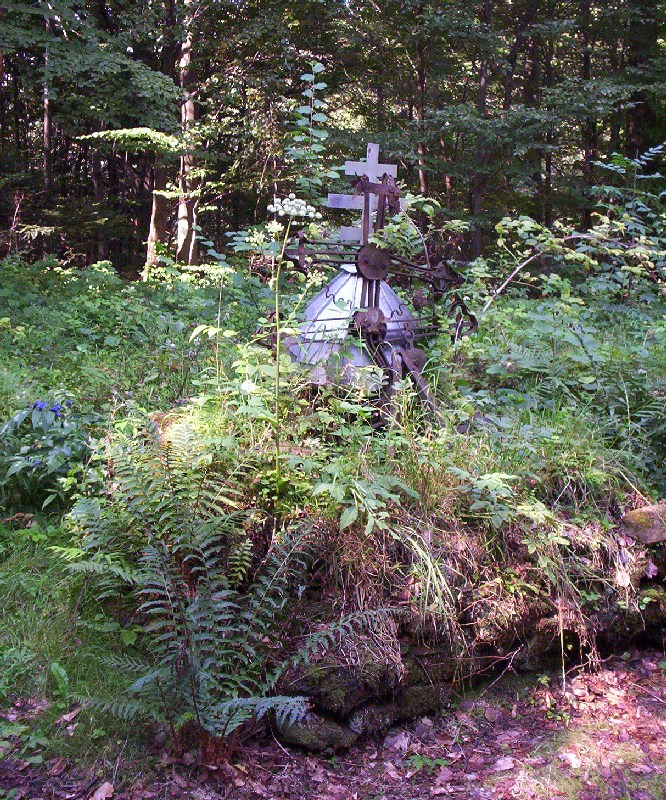
Na cerkwisku w Jaworniku – zardzewiały krzyż, który zwieńczał cerkiew
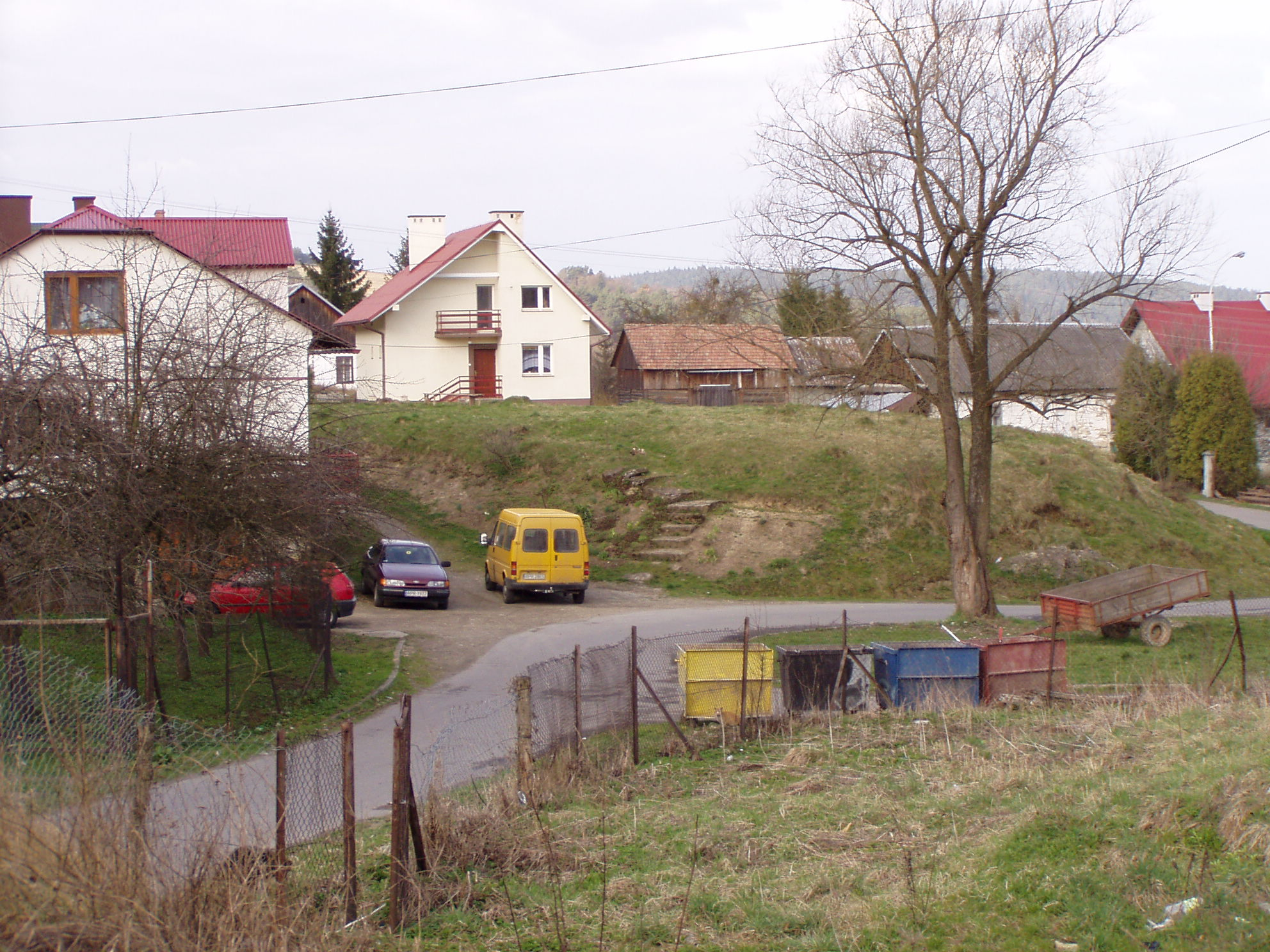
Cerkwisko po „starej” cerkwi w Birczy
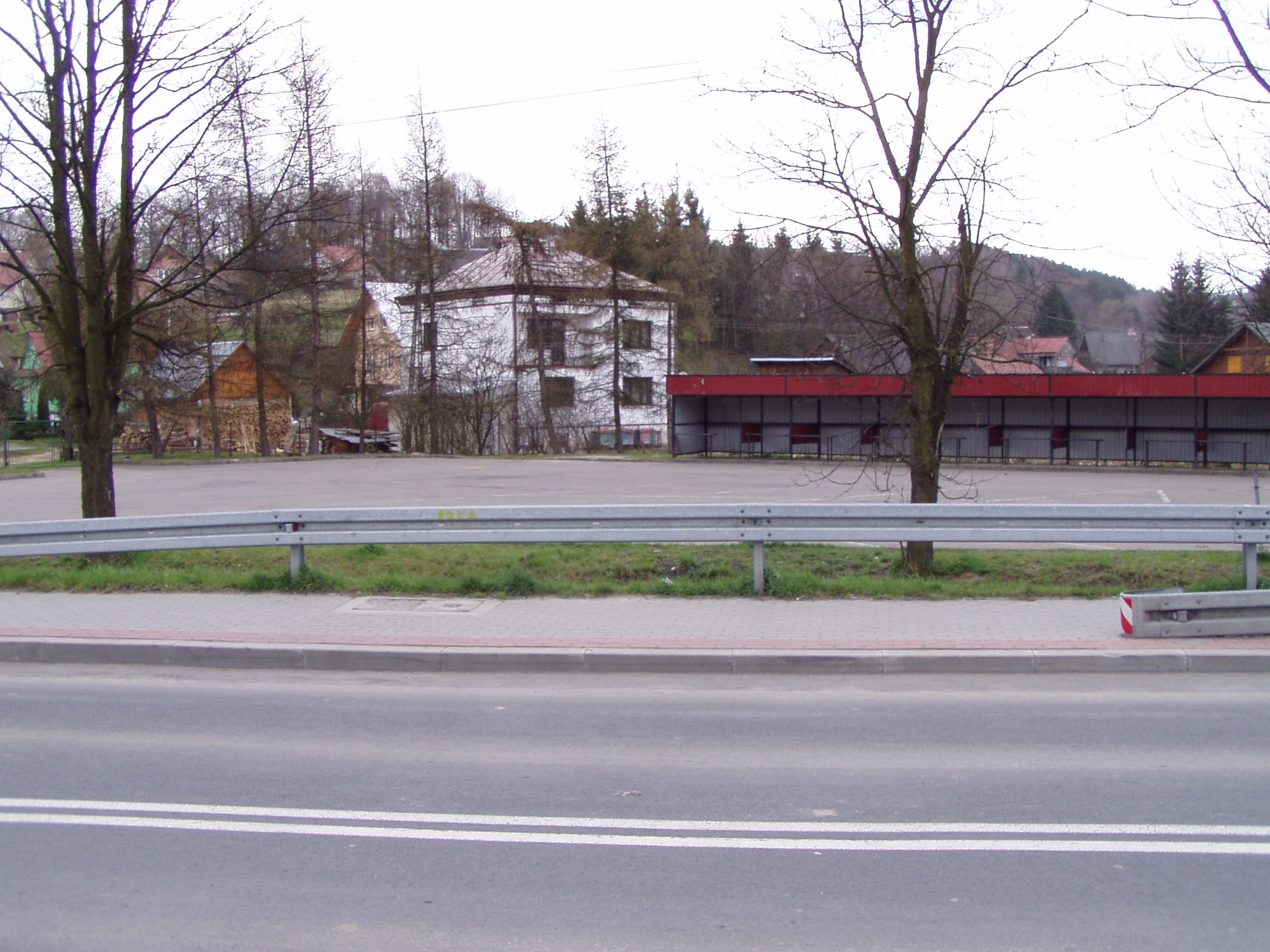
Cerkwisko po „nowej” cerkwi w Birczy